# Suzanne Ciani

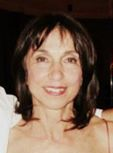
Suzanne Ciani (2012)

Suzanne Ciani (* 4. Juni 1946) ist eine US-amerikanische Musikerin, Sounddesignerin, Komponistin und Labelmanagerin, die in den 1970er Jahren frühe Erfolge mit ihrer innovativen elektronischen Musik und mit Soundeffekten für Filme und Fernsehwerbung hatte. Ihre Musik verwendet häufig Quadrofonie, und sie wurde bei den Grammy Awards fünfmal für das Best New Age Album nominiert. 

## Frühes Leben
Ciani wurde in einem Armeekrankenhaus in Indiana geboren und wuchs in Quincy (Massachusetts), einer südlichen Vorstadt von Boston, auf. Ihre Familie stammt ursprünglich aus Italien. Sie hat vier Schwestern, und ihr Vater war Arzt. Im Alter von sechs Jahren begann sie, Klavier zu spielen.
Von 1964 bis 1968 studierte Ciani am Wellesley College „Traditional Liberal Arts“ und erhielt dort eine klassische Musikausbildung. Gleichzeitig besuchte sie Abendkurse, unter anderem am Massachusetts Institute of Technology, wo sie zum ersten Mal etwas über Musiktechnik lernte. Eine Künstlerin, die sie als großen Einfluss auf ihre Kunst nennt, ist die deutsche Fotografin Ilse Bing, die, zusammen mit dem klassischen Pianisten Glenn Gould, Text und Zeichnung für ihr Stück „Lumière“ zur Verfügung stellte.
Ciani erwarb ihren Masterabschluss in Komposition von 1968 bis 1970 an der Universität von Kalifornien, Berkeley.

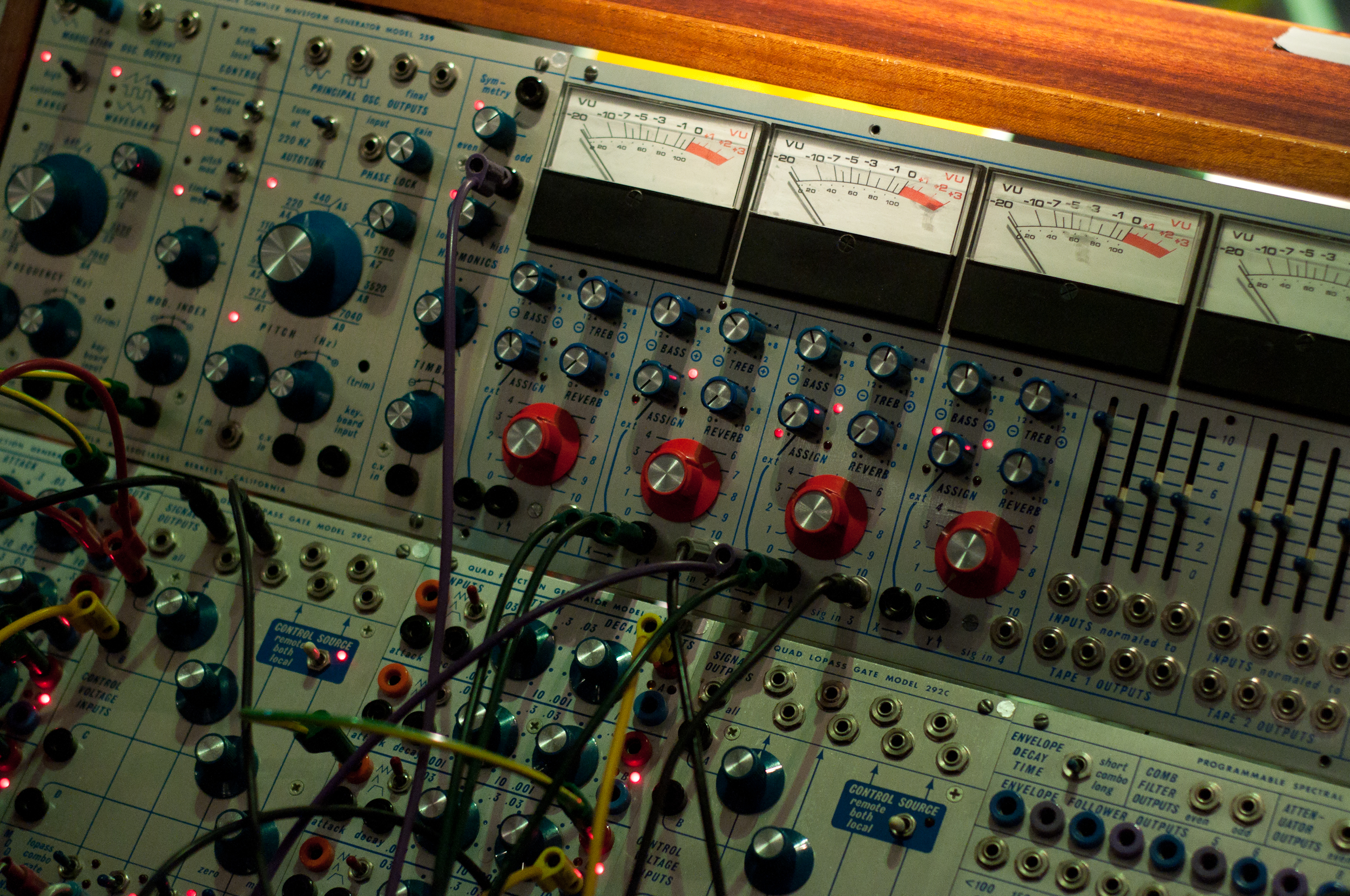
Ein Buchla 200 Modularer Synthesizer

In ihrem ersten Jahr traf sie durch ihren damaligen Freund auf den Synthesizererfinder und -Pionier Don Buchla und wurde stark durch seinen analogen modularen Synthesizer, damals ein Konkurrent des Synthesizers von Bob Moog, beeinflusst. Sie verbrachte ihre Zeit mit dem Buchlasynthesizer in einem gemieteten Studio am Musikzentrum im Mills College in Oakland, wo sie für jeden Besuch 5 Dollar bezahlen musste. Sie besuchte einen Kurs für Computermusik an der Stanford University, wo sie unter anderem Unterricht bei Max Mathews, John Chowning und Leland Smith am Artificial Intelligence Lab hatte.
Nachdem Ciani in Berkeley ihren Abschluss erlangte, arbeitete sie für Buchla and Associates, um Geld für einen eigenen Buchla 200 Synthesizer zu verdienen. Über diese Zeit sagte sie später: „Ich saß dort und lötete Verbindungen und bohrte Löcher für drei Dollar die Stunde. Als die Synthesizer fertig waren, getestet und verschickt wurden, fühlte ich mich, als würde ich meine Kinder verlieren.“ Ihr erster bezahlter Kompositionsjob war 1969 die Produktion von zehn Werbespots für Macy’s. Während dieser Zeit arbeitete sie an Soundinstallationen in Galerien, Ausstellungen, Tanzperformances, komponierte am San Francisco Tape Music Center, am Mills College, komponierte Filmmusik und nahm experimentelle Stücke im Aufnahmestudio in ihrer Garage auf. Sie gründete auch eine Möbelfirma, die sie aber nach sechs Monaten, nach zwei „unverkäuflichen“ Designs, Diebstahl, Feuer und Vandalismus, aufgab. So merkte sie, dass sie diese Arbeit nicht erfüllte und entschloss sich, ihren Lebensunterhalt mit Musik zu verdienen. 1970 veröffentlichte sie in Zusammenarbeit mit dem Bildhauer Harold Paris ihr Debütalbum Voices of Packaged Souls: Musique concrète, die sie an der KPFA-Radiostation in Berkeley während der Nachtschicht produziert hatte. Das Album wurde ursprünglich in einer Auflage von nur 50 Kopien veröffentlicht.

## Karriere

### 1970
Im April 1974 zog Ciani nur mit ihrem Synthesizer und Kleidung nach New York, wo sie die nächsten neunzehn Jahre ihres Lebens verbrachte. Zu ihren ersten Aktivitäten dort gehörten eine Soloperformance in der Bonino Gallery zu Beginn einer Roland Mallory Ausstellung. Ciani wurde Sessionmusikerin, hatte aber schnell Probleme mit dem unregelmäßigen Einkommen. Einmal hatte sie einen Auftritt im Lincoln Center in Manhattan, weigerte sich aber zu spielen, da ihr keine Quadrofonie-Beschallungsanlage zur Verfügung gestellt wurde. Anschließend engagierte sie sich erfolglos drei Jahre bei der Renovierung des Veranstaltungsortes. Im April 1975 gab sie eine Soloperformance, nach der Vladimir Ussachevski sie für ein Stipendium vorschlug. Später schrieb sie über diese Zeit, sie sei „obdachlos und glücklich“ gewesen, und zog vom Dachboden des Kunstkritikers Robert Hughes in das Kellerstudio von Philip Glass. 1976 sicherte sie sich schließlich das Stipendium des National Endowment for the Arts.
Ciani gründete 1978 Ciani/Musica. Inc, um dort Werbejingles für Firmen wie Coca-Cola, Merrill Lynch, AT&T und General Electric zu produzieren. Sie genoss die Möglichkeit, für solche Firmen zu arbeiten und ihre kreative Freiheit, da nur wenige die künstlerischen Möglichkeiten eines Buchla-Synthesizer verstanden. Der von ihr produzierte Soundeffekt, der das Öffnen einer Colaflasche und Einschenken assoziierte, wurde zu einem ihrer meisterkannten Werke und wurde in Radio- und Fernsehwerbung in den späten 1970er Jahren häufig genutzt. Sie war auch verantwortlich für die „Logo“-Töne für Energizer und die American Broadcasting Company. Zeitweise war die Nachfrage nach ihrer Arbeit so groß, dass sie bis zu zehn Studiosessions pro Woche machen musste.
1976 spielte Ciani auf verschiedenen Alben als Gastmusikerin. Zum einen auf dem Debütalbum der Starland Vocal Band, wo sie unter anderem den brausenden Soundeffekt im Refrain von Afternoon Delight beisteuerte. Sie hatte damals verstanden, die Arbeit sei für einen „Song über Raumschiffe“ gedacht. Im darauffolgenden Jahr produzierte sie die Soundeffekte für Star Wars and Other Galactic Funk, eine Discoversion des Soundtracks zu Star Wars Episode IV: Eine Neue Hoffnung von Meco. Auch komponierte Ciani 1975 den Soundtrack für Lloyd Williams experimentellen Film Rainbow’s Children und 1986 für einen Dokumentarfilm über Mutter Teresa.
1979 wurde Ciani beauftragt, die Soundeffekte für den Flipperautomaten Xenon zu produzieren. Sie nutzte dafür ihre eigene Stimme und einen Vocoder. Ciani, die vor diesem Projekt noch nie an einem derartigen Automaten gespielt hatte, wurde so zur ersten weiblichen Stimme eines Flipperautomaten. 2013 wurde sie für diese Arbeit in die Pinball Expo Hall of Fame aufgenommen. Nach diesem Projekt nahm sie ihre Stimme auf einem Soundchip auf, um ihn für andere Anwendungen zu verkaufen, etwa für die Durchsagen eines Aufzugs. Die US-Regierung wandte sich an sie, den Ton für Flugsimulatoren zu designen.

### 1980
1980 trat Ciani in der David Letterman Show auf und führte dort mehrere ihrer Soundeffekte vor. Vereinbarungsgemäß konnte sie ihre eigene Musik mit der Hausband der Show spielen, doch wurden diese Teile der Sendung durch Werbung ersetzt. Im selben Jahr trat sie in der PBS Kindersendung 3-2-1 Contact auf und demonstrierte dort ihren Synthesizer. Cianis Arbeit für das Fernsehen in den 1980ern beinhaltete unter anderem eine Atari-Werbung. Gleichzeitig arbeitete sie zusammen mit Harald Bode an einem „negativen Vocoder“, dessen Entwicklung jedoch nach Bodes Tod 1987 abgebrochen wurde.
Ciani orchestrierte die Filmmusik zu Lily Tomlins Film Die unglaubliche Geschichte der Mrs. K. und wurde so zur ersten Frau, die alleine die Musik für einen Hollywoodfilm komponiert hatte.
1982 veröffentlichte Ciani ihr erstes Studioalbum, das von elektronischer und New-Age-Musik geprägt war. Später sagte sie, sie habe schon immer Alben veröffentlichen  wollen und nannte dies ihre „Bestimmung“. Sie begann die Arbeit an ihrem ersten Album Seven Waves 1979, das Album wurde jedoch ursprünglich nur in kleiner Auflage und nur in Japan veröffentlicht. Sie machte die Erfahrung, dass amerikanische Plattenlabels Schwierigkeiten hatten, das elektronische Album einer Frau zu veröffentlichen, das zu allem Überflussauch keine Gesangsstücke enthielt. 1984 wurde ihr Album, dank İlhan_Mimaroğlu, dem Manager des Finnedar Labels, von Atlantic Records auch in den USA veröffentlicht. Das Album war mit einem MC-8- und MC-4-Sequencer, einem Prophet-5-Synthesizer, einem Roland-TR-808-Drumcomputer, dem Buchla 200, dem Bode-Vocoder, dem Lyricon, dem Synclavier, dem Polymoog, dem Arp-Synthesizer und Eventide Processing produziert worden.
1985 erhielt Ciani beim Cannes Lions International Festival of Creativity einen bronzenen Löwen.
Ihr 1986 von RCA Records veröffentlichtes Album The Velocity of Love enthält den Titelsong, der zu ihrem bekanntesten Song wurde. Gleichzeitig markierte er ihre ersten Klavieraufnahmen, nachdem sie ihre Arbeit viele Jahre lang auf den Buchla-Synthesizer fokussiert hatte.
Im Juli und August 1987 spielte Ciani nach 15 Jahren wieder Solokonzerte. Im selben Jahr unterzeichnete sie einen Vertrag bei Private Music, die eine Reihe ihrer Alben von 1988 bis 1992 veröffentlichten, darunter auch Wiederveröffentlichungen ihrer ersten beiden Alben.

### 1990
Auch wenn sie in ihren Aufnahmen elektronische Musik in den Vordergrund stellte, wurde ihr Soloklavier-Album Pianissimo aus dem Jahre 1990 zu ihrem meistverkauften Album. Ciani beendete ihren Vertrag mit Private Music 1992 mit der Kompilation The Private Music of Suzanne Ciani.
1991 veröffentlichte sie Hotel Luna, dessen Musik von ihren Reisen nach Italien inspiriert war, die sie unternommen hatte, um mehr über ihre Vorfahren zu erfahren.
1992 führte die Seifenoper Liebe, Lüge, Leidenschaft eine neue Titelmusik ein, die von Ciani geschrieben und gespielt worden war. Ciani komponierte auch die Musik für mehrere Episoden der Serie.
1994 gründete Ciani ihre eigene unabhängige Plattenfirma Seventh Wave mit ihrem Mann als Geschäftsführer. Alle ihre späteren Veröffentlichungen sind auf diesem Label erschienen.
Ihr 1994er Album Dream Suite wurde in Moskau zusammen mit dem Young Russia Orchestra aufgenommen und war für einen Grammy nominiert. Ihr 1999er Album Turning beinhaltete ihre erste Komposition mit Text, gesungen von der Taiwanischen Künstlerin Chyi Yu.

### Seit 2000
Anfang 2006 gewann Cianis Silver Ship den Preis für das beste New-Age Album bei den fünften Annual Independent Music Awards. Sie war Gründungsmitglied der Jury dieses Preises gewesen, der unabhängige Künstler unterstützen soll.
Ciani tritt in der New-Age Jazzgruppe The Wave auf.
2012 wurde Ciani in die Keyboard Magazine Hall of Fame aufgenommen.
Ciani startete im Jahr 2014 eine Kickstarter-Kampagne, um einen Dokumentarfilm über ihr Leben als Pionierin der Elektronischen Musik zu finanzieren. Die Kampagne war erfolgreich, und der preisgekrönte Film A Life in Waves premierte am 12. März 2017 auf dem South by Southwest Festival und wurde nach Projektionen auf anderen Festivals auf DVD veröffentlicht. Der Film wurde von Brett Whitcomb und Bradford Thomason von Window Pictures produziert.
Im Februar 2015 wurde Ciani als eine von drei Wellesley-College-Absolventen mit dem Alumnae Achievement Award ausgezeichnet.
2016 veröffentlichte Ciani mit Buchla Concerts 1975 zwei Liveperformances, die beide ursprünglich im April 1975 in New York entstanden waren. Nach der Veröffentlichung des Materials sagte sie: „Plötzlich war ich mit meiner Elektronik wieder im Licht der Öffentlichkeit! Mir war gar nicht bewusst, was passiert; Es fühlte sich seltsam an. [...] Es gab diese ganze Renaissance, als ich herauskam.“ Don Buchla überzeugte Ciani daraufhin, einen Buchlasynthesizer von ihm zu kaufen, nachdem er entschieden hatte, seine Firma zu verkaufen; sie brauchte jedoch ein Jahr, bis sie anfing, diesen zu nutzen.
Im Jahr 2016 veröffentlichte Ciani, als Teil der RVNG INtl. FRKWYS Serie, Sunergy, eine Zusammenarbeit mit der Musikerin Kaitlyn Aurelia Smith, die beide auf Buchla-Synthesizern spielten.
Ciani wurde im Mai 2017, während des jährlich stattfindenden Moogfests, zur ersten Frau die den Moog Music Innovation Preis verliehen bekam.
Im Juni 2018 veröffentlichten Ciani und der Produzent KamranV Live Quadrophonic, ein Livealbum, das Cianis erstes Solokonzert an einem Buchlasynthesizer nach 40 Jahren Pause dokumentiert.
Die Show fand am 5. März 2016 im Gray Area in San Francisco statt und wurde in Vierkanal-Quadrofonie präsentiert. Diese Veröffentlichung war eine der ersten Quadrofonieschallplatten in über 30 Jahren und nutzte einen Kodierungsprozess basierend auf dem System QS Regular Matrix. Inspiriert durch das Buchla 226 quad output module, war die 227 Dollar teure Veröffentlichung auf 227 nummerierte Schallplatten mit 45/min limitiert. Die Box enthielt auch einen in Zusammenarbeit mit Involve Audio eigens für das Album angefertigten Hardwaredecoder, der aus den zwei Audiokanälen der Schallplatte die vier Kanäle der Aufnahme dekodiert. Obwohl diese Veröffentlichung am akkuratesten mit diesem Decoder klingt, können auch Besitzer von klassischen Regular Matrix Quadrofoniereceivern oder modernen Receivern mit Dolby Pro Logic II das Album in jedem Format hören.
Im Juni 2019 veröffentlichte Finders Keepers Records ein bislang unveröffentlichtes Album Flowers of Evil, das Ciani ursprünglich 1969 aufgenommen hatte. Darauf wird das Gedicht Élévation des französischen Dichters Charles Baudelaire unter Begleitung von Cianis Buchla-Synthesizer vorgetragen.
Im Juni 2020 veröffentlichte Ciani digital Improvisation on Four Sequences at Festival Antigel, ihre erste eigenständige Veröffentlichung auf ihrem Label Atmospheric, das sich auf ihre elektronischen Produktionen fokussieren soll. Dieses Release ist einzigartig, da es in verschiedenen Raummixen, inklusive Quadrafonie, Ambisonics, 5.1 und Stereomix, zum Download angeboten wird. Außerdem veröffentlichte Finders Keepers Records im August 2020 das Album Denali, auf dem Ciani sowohl Klavier als auch den Buchla 200 spielt.

## Privatleben
1992 wurde bei Ciani Brustkrebs im Frühstadium diagnostiziert, von dem sie sich jedoch nach erfolgreicher Strahlentherapie und Operationen erholt hat. Dieses Ereignis veranlasste sie, New York zu verlassen und nach Kalifornien umzusiedeln, wo sie seitdem in der Küstengemeinde Bolinas lebt.
Von 1994 bis 2000 war Ciani mit dem Produzenten und Anwalt Joseph Anderson verheiratet. Ihre Ehe endete mit der Scheidung.

## Ehrungen
- SEAMUS Award, 2023
- A2IM Independent Icon Award, 2020
- Moog Innovation Award, 2017
- Pinball Expo Hall of Fame, 2013
- Keyboard Magazine’s Hall of Fame, 2012
- Nominee, Grammy Award for Best New Age Album:[13] Neverland (1988), Hotel Luna (1991), Dream Suite (1996), Pianissimo II (1997), Turning (2000)
- Best New Age Keyboardist, Keyboard magazine, 1992
- Lifetime Achievement Award (Granny), Women in Audio Section of the Audio and Engineering Society, 1997
- Winner, American Federation of Independent Music (Indie), Silver Ship, 2006
- Most Valuable Synthesizer Player Award, National Academy of Recording Arts and Sciences, 1987
- Clio Awards, Excellence in Advertising, 1977–1989
- Bronze Lion Award for Excellence in Advertising, International Advertising Film Festival, 1985

## Diskografie

### Solo
Studioalben
- Voices of Packaged Souls (1970)
- Seven Waves (1982)
- The Velocity of Love (1986)
- Neverland (1988)
- History of My Heart (1989)
- Pianissimo (1990)
- Hotel Luna (1991)
- Dream Suite (1994)
- Pianissimo II (1996)
- Turning (1999)
- Pianissimo III (2001)
- Silver Ship (2005)
- Logo Presentation Reels 1985 (2012)
- „Help, Help, The Globolinks!“ (2017)
- Flowers of Evil (2019)
- Denali (2020)

Livealben
- Suzanne Ciani and The Wave Live! (1997)
- Logo Presentation Reels 1985 (2012)
- Buchla Concerts 1975 (2016)
- LIVE Quadraphonic (2018)
- Live Buchla at Machines in Music (2018)
- Improvisation on Four Sequences at Festival Antigel (2020)

Kompilationen
- The Private Music of Suzanne Ciani (1992)
- Meditations for Dreams, Relaxation, and Sleep (2002)
- Pure Romance (2003)
- Lixiviation (Ciani/Musica Inc. 1969–1985) (2012)
- A Life in Waves (2020)

### Als Gastmusikerin
- Starland Vocal Band – Starland Vocal Band (1976)
- Philippé Wynne – Starting All Over (1977)
- Elliott Randall – Elliott Randall's New York (1977)
- Meco – Star Wars and Other Galactic Funk (1977)
- Bryan Ferry – The Bride Stripped Bare (1978)
- Art Farmer and Joe Henderson – Yama (1979)
- Cindy & Roy – Feel It (1979)
- Spyro Gyra – Morning Dance (1979)
- Alien – Sons of the Universe (1979)
- Yusef Lateef – In a Temple Garden (1979)
- Steve Hackett – Spectral Mornings (1979)
- Fuse One – Fuse One (1980)
- Goldstar – The Future Is Now
- Various – Fame: The Original Soundtrack from the Motion Picture (1980)
- Ray Barretto – La Cuna (1981)
- Steven Kindler – Across a Rainbow Sea (1990)
- Various – A Very Green Christmas (1997)
- Patti Austin – Body Language (2003)
- Jane Weaver – The Silver Globe (2013)
- Suzanne Ciani & Kaitlyn Aurelia Smith – FRKWYS Vol. 13: Sunergy (2016)

## DVD
- 1997 Suzanne Ciani and The Wave Live!
- 2008 Natura Poetica
- 2008 Galapagos: A Musical Odyssey
- 2020 „A Life in Waves“ Blu-Ray

## Veröffentlichungen
- 1991 Suzanne Ciani: New Age Piano (Hal Leonard)
- 1995 Suzanne Ciani: Dream Songs (Hal Leonard)
- 1999 Suzanne Ciani: Turning (Hal Leonard)
- 2007 The Best of Suzanne Ciani (Hal Leonard)

## Filmmusik
- 1981 Die unglaubliche Geschichte der Mrs. K. (Universal Pictures)
- 1986 Mother Teresa (Petrie Productions)
- 1986 Der Clan der Wölfe (Televisa Productions)
- 2001 Mother Teresa: The Legacy (Petrie Productions)